# Ataenius elongatus
Ataenius elongatus är en skalbaggsart som beskrevs av Palisot de Beauvois 1811. Ataenius elongatus ingår i släktet Ataenius och familjen Aphodiidae. Inga underarter finns listade.